# FDGB-Pokal der Jugend 1957
Der FDGB-Pokal der Jugend 1957 war die 6. Auflage des höchsten Fußball-Pokalwettbewerbs der Altersklasse 14–16 auf dem Gebiet der DDR, der vom FDGB in Verbindung mit dem Jugendausschuss der Sektion Fußball der DDR veranstaltet und durchgeführt wurde. Er begann am 5. Mai 1957 mit der Qualifikation und endete am 10. Juni 1957 mit dem Finale beim Endrundenturnier im thüringischen Jena. Dabei setzte sich der ASK Vorwärts Berlin nach einem 5:3 im Finale gegen die BSG Chemie Buna Schkopau durch.

## Teilnehmende Mannschaften
Am FDGB-Pokal der Jugend (B-Jugend) für die Altersklasse (AK) 14–16 nahmen jeweils zwei Mannschaften aus Ost-Berlin und den 14 Bezirken auf dem Gebiet der DDR teil. Spielberechtigt waren Spieler bis zum 16. Lebensjahr (Stichtag: 1. September 1940 bis 31. Mai 1942).
Folgende Mannschaften qualifizierten sich für den FDGB-Pokal der Jugend:
| - Bezirk Rostock BSG Einheit Greifswald BSG Motor Rostock - Bezirk Schwerin BSG Lokomotive Plau BSG Chemie Wittenberge - Bezirk Neubrandenburg BSG Empor Anklam BSG Turbine Neubrandenburg - Bezirk Potsdam BSG Rotation Babelsberg BSG Motor Süd Brandenburg - Ost-Berlin ASK Vorwärts Berlin SG Adlershof | - Bezirk Frankfurt (Oder) SG Dynamo Frankfurt/Oder BSG Lokomotive Frankfurt/Oder - Bezirk Magdeburg BSG Motor Mitte Magdeburg BSG Einheit Zerbst - Bezirk Halle SC Chemie Halle-Leuna BSG Chemie Buna Schkopau - Bezirk Leipzig BSG Chemie Torgau BSG Chemie Leipzig-West - Bezirk Cottbus BSG Fortschritt Cottbus BSG Fortschritt Guben | - Bezirk Dresden SC Einheit Dresden BSG Turbine Görlitz - Bezirk Karl-Marx-Stadt BSG Motor Grüna BSG Motor Hohenstein-Ernstthal - Bezirk Erfurt BSG Motor Gotha keinen zweiten Teilnehmer gemeldet - Bezirk Gera SC Motor Jena BSG Einheit Schleiz - Bezirk Suhl BSG Motor Barchfeld BSG Motor Steinach |

## Qualifikation

### Modus
Die Qualifikation wurde im K.-o.-System ausgetragen und es wurde versucht, in 60 Minuten einen Gewinner auszuspielen. War danach kein Sieger gefunden, wurde ein Wiederholungsspiel mit getauschtem Heimrecht angesetzt. Wurde auch hier kein Sieger ermittelt, entschied das Los. Die Sieger der 3. Hauptrunde qualifizierten sich für das Endrundenturnier in Jena zu Pfingsten.

### 1. Hauptrunde
| Datum                 |                                | Ergebnis |                               |
| --------------------- | ------------------------------ | -------- | ----------------------------- |
| So 05. Mai, 10:30 Uhr | BSG Fortschritt Cottbus        | :        | BSG Lokomotive Frankfurt/Oder |
| So 05. Mai, 10:30 Uhr | SG Dynamo Frankfurt/Oder       | :        | BSG Fortschritt Guben         |
| So 05. Mai, 10:30 Uhr | BSG Empor Anklam               | :        | ASK Vorwärts Berlin           |
| So 05. Mai, 10:30 Uhr | BSG Rotation Babelsberg        | :        | BSG Motor Mitte Magdeburg     |
| So 05. Mai, 10:30 Uhr | BSG Einheit Zerbst             | :        | BSG Motor Süd Brandenburg     |
| So 05. Mai, 10:30 Uhr | BSG Einheit Greifswald         | :        | BSG Lokomotive Plau           |
| So 05. Mai, 10:30 Uhr | BSG Chemie Wittenberge         | :        | BSG Motor Rostock             |
| So 05. Mai, 10:30 Uhr | BSG Chemie Torgau              | :        | SC Chemie Halle-Leuna         |
| So 05. Mai, 10:30 Uhr | BSG Chemie Buna Schkopau       | :        | BSG Chemie Leipzig-West       |
| So 05. Mai, 10:30 Uhr | BSG Turbine Görlitz            | :        | BSG Motor Grüna               |
| So 05. Mai, 10:30 Uhr | BSG Motor Hohenstein-Ernstthal | :        | SC Einheit Dresden            |
| So 05. Mai, 10:30 Uhr | SC Motor Jena                  | :        | BSG Motor Steinach            |
| So 05. Mai, 10:30 Uhr | BSG Motor Barchfeld            | :        | BSG Motor Gotha               |
| So 05. Mai, 10:30 Uhr | BSG Einheit Schleiz            | (1)      |                               |
| Freilos:              | BSG Turbine Neubrandenburg     |          |                               |
| Freilos:              | SG Adlershof                   |          |                               |

 Wiederholungsspiele 
| Datum                 |                       | Ergebnis |                          |
| --------------------- | --------------------- | -------- | ------------------------ |
| So 12. Mai, 14:00 Uhr | BSG Fortschritt Guben | :        | SG Dynamo Frankfurt/Oder |
| So 12. Mai, 14:00 Uhr | BSG Motor Steinach    | :        | SC Motor Jena            |

### 2. Hauptrunde
| Datum                 |                     | Ergebnis |                                 |
| --------------------- | ------------------- | -------- | ------------------------------- |
| So 19. Mai, 14:00 Uhr | BSG Motor Gotha     | :        | SC Motor Jena                   |
| So 19. Mai, 14:00 Uhr | BSG Einheit Schleiz | :        | BSG Chemie Buna Schkopau        |
| So 19. Mai, 14:00 Uhr | BSG Motor Rostock   | :        | BSG Turbine Neubrandenburg      |
| So 19. Mai, 14:00 Uhr | SG Adlershof        | :        | BSG Einheit Greifswald          |
| So 19. Mai, 14:00 Uhr | BSG Chemie Torgau   | :        | BSG Fortschritt Cottbus         |
| So 19. Mai, 14:00 Uhr | BSG Turbine Görlitz | :        | BSG Motor Hohenstein-Ernstthal  |
| So 19. Mai, 14:00 Uhr | BSG Einheit Zerbst  | :        | BSG Rotation Babelsberg         |
| So 19. Mai, 14:00 Uhr | ASK Vorwärts Berlin | :        | Sieger aus Guben-Frankfurt/Oder |

 Wiederholungsspiel 
| Datum                 |                         | Ergebnis |                    |
| --------------------- | ----------------------- | -------- | ------------------ |
| So 26. Mai, 14:00 Uhr | BSG Rotation Babelsberg | :        | BSG Einheit Zerbst |

### 3. Hauptrunde
| Datum                 |                          | Ergebnis |                     |
| --------------------- | ------------------------ | -------- | ------------------- |
| Do 30. Mai, 14:00 Uhr | BSG Einheit Greifswald   | :        | ASK Vorwärts Berlin |
| Do 30. Mai, 14:00 Uhr | BSG Chemie Buna Schkopau | 2:1      | BSG Turbine Görlitz |
| Do 30. Mai, 14:00 Uhr | SC Motor Jena            | :        | BSG Chemie Torgau   |
| Do 30. Mai, 14:00 Uhr | BSG Rotation Babelsberg  | :        | BSG Motor Rostock   |

## Endrundenturnier
Das Endrundenturnier fand vom 9. bis 10. Juni in Jena (Bezirk Gera) im Ernst-Abbe-Sportfeld statt.

### Halbfinale
| Datum                  |                     | Ergebnis  |                          |
| ---------------------- | ------------------- | --------- | ------------------------ |
| So 09. Juni, 14:00 Uhr | SC Motor Jena       | 1:2       | BSG Chemie Buna Schkopau |
| So 09. Juni, 16:00 Uhr | ASK Vorwärts Berlin | 2:1 n. V. | BSG Rotation Babelsberg  |

### Spiel um Platz 3
| Datum                             |               | Ergebnis  |                         |
| --------------------------------- | ------------- | --------- | ----------------------- |
| Mo 10. Juni, 13:00 Uhr            | SC Motor Jena | 1:2 n. V. | BSG Rotation Babelsberg |
| 1:0 Demel, 1:1 Künzel, 1:2 Conrad |               |           |                         |

### Finale
| Datum                                                                                       |                          | Ergebnis |                     |
| ------------------------------------------------------------------------------------------- | ------------------------ | -------- | ------------------- |
| Mo 10. Juni, 15:00 Uhr                                                                      | BSG Chemie Buna Schkopau | 3:5      | ASK Vorwärts Berlin |
| 0:1 Nöldner, 0:2 Nöldner, 0:3 Geßler, 1:3 Glas, 2:3 Böhme, 3:3 Böhme, 3:4 Labs, 3:5 Nöldner |                          |          |                     |